# Апичелла, Марко
Ма́рко Апиче́лла (итал. Marco Apicella; 7 октября, 1965, Сассо-Маркони, Болонья) — итальянский автогонщик, чемпион японской «Формулы-3000» 1994 года, принявший участие лишь в одном этапе чемпионата мира по автогонкам в классе «Формула-1». Карьера Апичеллы в ряде источников называется самой короткой в истории чемпионатов мира «Формулы-1» — 400 метров. Однако немец Эрнст Лоф в своём единственном Гран-при проехал всего два метра.

## Биография

### Ранние годы
Уроженец Болоньи, Апичелла начал карьеру с картинга. В 1984 году перешёл в итальянскую «Формулу-3», в команду Coperchini. В первом сезоне занял седьмое место с 17 очками, во втором — дважды победил и был в чемпионате 4-м. Был приглашён в команду «Колони» в пару к Никола Ларини. Сезон-87 итальянцы закончили во главе турнирной таблицы: Ларини — чемпион, Апичелла — 2-й. Апичелла перешёл в международную «Формулу-3000». В первом сезоне Апичелла лишь раз попал в очки, на 5-м месте. Принял участие в тестах команды «Формулы-1» «Минарди». В 1988 году перешёл в команду First и перед началом сезона рассматривался в качестве претендента на титул, но добился всего одного подиума, а во второй половине сезона ни разу не финишировал и в чемпионате остался 11-м. На следующий сезон выступлений в той же команде четырежды финишировал на подиуме, а в чемпионате стал 4-м.
В 1990 году уровень выступлений с течением сезона снизился, и в результате Апичелла стал в чемпионате 5-м с тремя подиумами. Принял участие в тестах «Минарди» и «Модены», а в конце года ездил в Японию для участия в тестах резины Bridgestone.
На сезон-91 Апичелла перешёл в команду Пола Стюарта, выступавшего также в качестве гонщика. На подиуме финишировал всего дважды, в чемпионате стал 5-м и был уволен. В другой команде «Формулы-3000» места не нашлось, и Апичелла стал выступать в японской лиге «Формулы-3000». Там он провел 1992 и 1993 годы, выиграв за рулем автомобиля команды Dome по одной гонке. Это привлекло внимание Эдди Джордана, который предложил ему разовый контракт на участие в «Формуле-1».

### «Формула-1»
На момент прибытия Апичеллы команда «Джордан» находилась в сложном состоянии. Прошедший сезон-92 был неудачным — слабый двигатель Yamaha позволил заработать лишь одно очко. Новый двигатель Hart был надежнее, но не отличался высокими характеристиками. Если Рубенсу Баррикелло удавалось бороться за высокие места, то его напарники, которыми к последней четверти сезона побывали опытные Тьерри Бутсен и Иван Капелли, добиться существенного не смогли. Вдобавок после Гран-при Бельгии Бутсен решил закончить формульную карьеру. На его место Джордан хотел пригласить тест-пилота команды Эмануэле Наспетти, но тот отказался. Вследствие него Джордан решил пригласить Апичеллу.
Контракт на Гран-при Италии был заключен разовый — Апичелла был связан обязательствами в Японии. На предгоночных тестах, организованных непосредственно для Апичеллы, он приблизился к результату Баррикелло. В квалификации он занял 23 место, Баррикелло оказался 19-м. Отставание Апичеллы от напарника составило полсекунды. В гонке Ярвилехто, плохо стартовав, в узкой первой шикане вынес обоих пилотов «Джордана» и сошёл сам. В дальнейшем Джордан предложил Апичелле продлить контракт ещё на одну гонку — в Португалии, но тот не мог согласиться ввиду графика выступлений в Японии, и место на одну гонку перешло к Наспетти. После этого Джордан нанял Ирвайна.

### Дальнейшая карьера
После единичного участия в «Формуле-1» Апичелла продолжил выступления в японской «Формуле-3000». Если в 1993-м он победил один раз, то на следующий год одержал три победы и завоевал чемпионский титул. Ещё два года выступлений в том же чемпионате, который в 1996 году был переименован в «Формулу-Ниппон», успехов не принесли — в основном из-за участия Апичеллы в других гонках наподобие «24 часов Ле-Мана». В 1996 году он вместе с Синдзи Накано и Кацуми Ямамото был основным гонщиком проекта команды Dome по подготовке к участию в «Формуле-1». Были проведены тесты с апреля по июнь, но после того как единственная имеющаяся машина оказалась разбиа в аварии, проект был свёрнут. Последним сезоном в Японии для Апичеллы стал 1997 год, когда лучшим результатом было единственное 4-е место.
Пропустив сезон-98, в 1999 году Апичелл вернулся в Италию, где принял участие в национальном чемпионате «Формулы-3000». Начался чемпионат победой на первом же этапе, но затем последовали два схода и лишь 8-е место на этапе в Донингтоне. Попытка участия в одном из этапов «Международного чемпионата „Формулы-3000“» закончилась тем, что пройти квалификацию в Спа помешали сложные погодные условия. Апичелла выиграл следующий этап национального чемпионата, после чего последовали ещё два схода. Результат — 3-е место в чемпионате.
Проведя год в Европе, Апичелл изначально собирался принять участие в гонке «24 часа Дейтоны», но в последний момент был заменён. Вместо этого он вернулся в Японию для участия в чемпионате туринговых автомобилей. В первый год выступления были совсем неудачными, лучшим результатом для него стало 20-е место на одном из этапов, но в 2006-м он впервые победил — за рулем Lamborghini Murcielago в классе GT300.

### Выступления в «24 часах Ле-Мана»
Впервые на старт вышел в 1995 году в экипаже с Джеффом Кросноффом и Мауро Мартини за рулем Toyota Supra GT LM turbo команды SARD. С самого начала гонщики столкнулись с множеством проблем. Автомобиль, наспех оборудованный требуемым по правилам плоским днищем, плохо поддавался настройке, на которую ушла вся квалификация. Вследствие этого стартовать пришлось лишь с 30-го места. К середине ночи днище овсе отвалилось. Стюарды позволили демонтировать повреждённый элемент, и к финишу гонщики добрались до 14-го места.
В 1999 году Апичелле не удалось довести до финиша свой прототип. В дальнейшем он ещё трижды участвовал в Ле-Мане, но всякий раз неудачно: в 2006-м его автомобиль не закончил последний круг и он был оштрафован сдвигом в конец списка классификации, в 2007-м разбил Lamborghini Murciélago на прямой «Мюльзанн», а в 2009-м автомобиль команды попал в аварию всего на втором круге гонки.

## Результаты в «Формуле-1»
| Легенда к таблице |                                                                    |
| --- | ------------------------------------------------------------------ |
| В таблице перечислены результаты всех Гран-при Формулы-1, в которых принимал участие гонщик. Строками таблицы являются сезоны, столбцами — этапы чемпионата мира. В каждой клетке указаны сокращённое название этапа и результат, дополнительно обозначенный цветом. Расшифровка обозначений и цветов представлена в нижеследующей таблице. |                                                                    |
| \| Пример \| Описание \| \| ------------ \| ------------------------------------------------------------------ \| \| 1 \| Победитель \| \| 2 \| Второе место \| \| 3 \| Третье место \| \| 5 \| Финишировал, заработав очки \| \| Сход \| Не финишировал, но при этом заработал очки \| \| 12 \| Финишировал, не получив очков \| \| НКЛ \| Финишировал, но не попал в финальную классификацию \| \| 15 \| Участвовал вне зачёта, либо по отдельной классификации \| \| 18 \| Не финишировал, но попал в финальную классификацию \| \| Сход \| Не финишировал \| \| НКВ \| Не прошёл квалификацию \| \| НПКВ \| Не прошёл предквалификацию \| \| ДСК \| Дисквалифицирован \| \| ИСК \| Исключён из протокола соревнований \| \| ТТ \| Заявлен для участия только в тренировках \| \| НС \| Участвовал в квалификации, но не стартовал в гонке \| \| Т \| Травмирован или болен \| \| ОТК \| Отказ от участия \| \| НТР \| Прибыл на соревнования, но на трассу не выезжал \| \| НПР \| Был заявлен в числе участников, но не прибыл к началу соревнований \| \| О \| Соревнования отменены \| \| \| Не участвовал \| \| Поул-позиция \| \| \| Быстрый круг \| \| |                                                                    |
| Пример | Описание                                                           |
| 1 | Победитель                                                         |
| 2 | Второе место                                                       |
| 3 | Третье место                                                       |
| 5 | Финишировал, заработав очки                                        |
| Сход | Не финишировал, но при этом заработал очки                         |
| 12 | Финишировал, не получив очков                                      |
| НКЛ | Финишировал, но не попал в финальную классификацию                 |
| 15 | Участвовал вне зачёта, либо по отдельной классификации             |
| 18 | Не финишировал, но попал в финальную классификацию                 |
| Сход | Не финишировал                                                     |
| НКВ | Не прошёл квалификацию                                             |
| НПКВ | Не прошёл предквалификацию                                         |
| ДСК | Дисквалифицирован                                                  |
| ИСК | Исключён из протокола соревнований                                 |
| ТТ | Заявлен для участия только в тренировках                           |
| НС | Участвовал в квалификации, но не стартовал в гонке                 |
| Т | Травмирован или болен                                              |
| ОТК | Отказ от участия                                                   |
| НТР | Прибыл на соревнования, но на трассу не выезжал                    |
| НПР | Был заявлен в числе участников, но не прибыл к началу соревнований |
| О | Соревнования отменены                                              |
| | Не участвовал                                                      |
| Поул-позиция |                                                                    |
| Быстрый круг |                                                                    |

| Сезон | Команда      | Шасси      | Двигатель         | Ш | 1   | 2   | 3   | 4   | 5   | 6   | 7   | 8   | 9   | 10  | 11  | 12  | 13       | 14  | 15  | 16  | Место | Очки |
| ----- | ------------ | ---------- | ----------------- | - | --- | --- | --- | --- | --- | --- | --- | --- | --- | --- | --- | --- | -------- | --- | --- | --- | ----- | ---- |
| 1993  | Sasol Jordan | Jordan 193 | Hart 1035 3,5 V10 | G | ЮАР | БРА | ЕВР | САН | ИСП | МОН | КАН | ФРА | ВЕЛ | ГЕР | ВЕН | БЕЛ | ИТА Сход | ПОР | ЯПО | АВС | —     | 0    |